# Macrodactylus angustatus
Macrodactylus angustatus är en skalbaggsart som beskrevs av Palisot De Beauvois 1805. Macrodactylus angustatus ingår i släktet Macrodactylus och familjen Melolonthidae. Inga underarter finns listade i Catalogue of Life.